# Nogoyá (kommunhuvudort i Argentina)
Nogoyá är en kommunhuvudort i Argentina.   Den ligger i provinsen Entre Ríos, i den centrala delen av landet, 280 km nordväst om huvudstaden Buenos Aires. Nogoyá ligger 50 meter över havet och antalet invånare är 22 285.
Terrängen runt Nogoyá är platt.
Trakten runt Nogoyá består i huvudsak av gräsmarker. Runt Nogoyá är det glesbefolkat, med 9 invånare per kvadratkilometer.